# Viru (tỉnh)
Tỉnh Viru (tiếng Tây Ban Nha: Provincia de Viru) là một tỉnh thuộc vùng La Libertad của Peru. Tỉnh Viru có diện tích 3215 kilômét vuông, dân số thời điểm theo điều tra dân số ngày 11 tháng 7 năm 1993 là 34674 người. Tỉnh lỵ đóng ở Viru.